# Diplacus aridus
Diplacus aridus är en gyckelblomsväxtart som beskrevs av LeRoy Abrams. Diplacus aridus ingår i släktet Diplacus och familjen gyckelblomsväxter. Inga underarter finns listade i Catalogue of Life.